# Bee Gees Greatest
Bee Gees Greatest — сборник британской поп-группы the Bee Gees, выпущенный студией RSO Records в октябре 1979 года. В альбом вошли лучшие песни группы за период 1975—1979 годов. В 2007 году состоялся релиз дополненной версии альбома.

## История
18 сентября 2007 года компания Reprise Records выпустила ремастеринг и расширенную версию Bee Gees Greatest, куда вошли переделанные композиции «You Stepped into My Life», «Rest Your Love on Me», «Wind of Change», «Spirits (Having Flown)» и «Children of the World». Помимо этого, в списке треков были новая версия «Stayin’ Alive» и невышедшая ни в одном альбоме Bee Gees «Warm Ride», которая была написана для группы Rare Earth. В повторный релиз Bee Gees Greatest вошли ремиксы «You Should Be Dancing», «If I Can’t Have You», «Night Fever» и «More Than a Woman». Согласно неофициальной политике журнала Billboard, для статуса нового альбома нужно не менее 33 % оригинального материала. Bee Gees Greatest содержит только 28 % уникального контента, поэтому носит название «повторного релиза» ранее вышедшего альбома.
В начале 1980-х альбом занимал первые позиции чартов журнала Billboard. Дополненная версия альбома, вышедшая в релиз в 2007 году, неделю продержалась на первом месте в рейтинге поп-композиций по версии Billboard. Позже альбом 2007 года вошёл в список лучших 40 сборников по версии журнала.

## Список композиций[10]
| №  | Название                | Длительность |
| -- | ----------------------- | ------------ |
| 1. | «Jive Talkin’»          | 3:43         |
| 2. | «Night Fever»           | 3:33         |
| 3. | «Tragedy»               | 5:03         |
| 4. | «You Should Be Dancing» | 4:16         |
| 5. | «Stayin’ Alive»         | 4:43         |

| №  | Название                             | Длительность |
| -- | ------------------------------------ | ------------ |
| 1. | «How Deep Is Your Love»              | 4:03         |
| 2. | «Love So Right»                      | 3:34         |
| 3. | «Too Much Heaven»                    | 4:55         |
| 4. | «(Our Love) Don’t Throw it All Away» | 4:02         |
| 5. | «Fanny (Be Tender with My Love)»     | 4:02         |

| №  | Название                   | Длительность |
| -- | -------------------------- | ------------ |
| 1. | «If I Can’t Have You»      | 3:25         |
| 2. | «You Stepped Into My Life» | 3:25         |
| 3. | «Love Me»                  | 4:01         |
| 4. | «More Than a Woman»        | 3:15         |
| 5. | «Rest Your Love on Me»     | 4:20         |

| №  | Название                 | Длительность |
| -- | ------------------------ | ------------ |
| 1. | «Nights on Broadway»     | 4:31         |
| 2. | «Spirits (Having Flown)» | 5:19         |
| 3. | «Love You Inside Out»    | 4:11         |
| 4. | «Wind of Change»         | 4:54         |
| 5. | «Children of the World»  | 3:07         |

## Версия 2007 года[11]
| №   | Название                             | Длительность |
| --- | ------------------------------------ | ------------ |
| 1.  | «Jive Talkin’»                       | 3:43         |
| 2.  | «Night Fever»                        | 3:33         |
| 3.  | «Tragedy»                            | 5:03         |
| 4.  | «You Should Be Dancing»              | 4:16         |
| 5.  | «Stayin’ Alive»                      | 4:43         |
| 6.  | «How Deep Is Your Love»              | 4:03         |
| 7.  | «Love So Right»                      | 3:34         |
| 8.  | «Too Much Heaven»                    | 4:55         |
| 9.  | «(Our Love) Don’t Throw it All Away» | 4:02         |
| 10. | «Fanny (Be Tender with My Love)»     | 4:02         |
| 11. | «Warm Ride»                          | 3:16         |
| 12. | «Stayin’ Alive (Promo 12" version)»  | 6:59         |

| №   | Название                                                   | Длительность |
| --- | ---------------------------------------------------------- | ------------ |
| 1.  | «If I Can’t Have You»                                      | 3:25         |
| 2.  | «You Stepped Into My Life»                                 | 3:25         |
| 3.  | «Love Me»                                                  | 4:01         |
| 4.  | «More Than a Woman»                                        | 3:15         |
| 5.  | «Rest Your Love on Me»                                     | 4:20         |
| 6.  | «Nights on Broadway»                                       | 4:31         |
| 7.  | «Spirits (Having Flown)»                                   | 5:19         |
| 8.  | «Love You Inside Out»                                      | 4:11         |
| 9.  | «Wind of Change»                                           | 4:54         |
| 10. | «Children of the World»                                    | 3:07         |
| 11. | «You Should Be Dancing (Jason Bentley/Philip Steir Remix)» | 4:46         |
| 12. | «If I Can’t Have You (Count Da Money Remix)»               | 4:10         |
| 13. | «Night Fever (GRN Remix)»                                  | 4:44         |
| 14. | «How Deep Is Your Love (Supreme Beings of Leisure Remix)»  | 4:39         |
| 15. | «Stayin’ Alive (Teddybears Remix)»                         | 3:23         |
| 16. | «If I Can’t Have You (The Disco Boys Remix)»               | 6:41         |

## Позиции в хит-парадах
| Чарт (1979—1980)            | Позиция |
| --------------------------- | ------- |
| Billboard 200               | 1       |
| The Official Charts Company | 35      |
| New Zealand Albums          | 2       |
| Media Control Charts        | 43      |
| RPM                         | 4       |
| Kent Music Report           | 1       |

| Хит-парад (1980)                   | Позиция |
| ---------------------------------- | ------- |
| Великобритания (Gallup Poll)       | 42      |
| Канада (RPM Year-End)              | 23      |
| США (Billboard Top Popular Albums) | 33      |

| Чарт (2007)                                      | Позиция |
| ------------------------------------------------ | ------- |
| O3 Austria Top 40                                | 4       |
| Ultratop Wallonia                                | 65      |
| Tracklisten                                      | 25      |
| MegaCharts                                       | 35      |
| Syndicat National de l’Edition Phonographique    | 5       |
| Ирландская ассоциация звукозаписывающих компаний | 4       |
| FIMI                                             | 92      |
| PROMUSICAE                                       | 11      |
| Sverigetopplistan                                | 24      |
| Schweizer Hitparade                              | 60      |